# الجنرال خوسيه دي سان مارتين (شاكو)
الجنرال خوسيه دي سان مارتين (بالإسبانية: General José de San Martín, Chaco)‏ هي منطقة سكنية تقع في الأرجنتين في Libertador General San Martín Department, Chaco.[بحاجة لمصدر] يقدر عدد سكانها 79.89 كم2 وترتفع عن سطح البحر 74 متر.